# Registry of Open Access Repositories
El Registry of Open Access Repositories (ROAR) és un directori o registre internacional per a la cerca de repositoris d'accés obert a tot el món, creat el 2003 i mantingut per la University of Southampton (Regne Unit).
El seu objectiu és el de promoure el desenvolupament de l'accés obert, proporcionant informació sobre l'estat dels repositoris a tot el món, amb la filosofia que l'accés obert maximitza l'accés a la investigació. ROAR és finançat pel JISC (Joint Information Systems Committee), es troba allotjat a la School of Electronics and Computer Science de la University of Southampton i forma part de la xarxa Eprints.org.
ROAR permet cercar mitjançant la cerca simple i cerca avançada per país, any, tipologia de repositori, institució i programari. Cada registre dels repositoris continguts ofereix una descripció detallada del contingut, informació de referència institucional i estadístiques de volum d'activitat i naturalesa dels documents del dipòsit.